# Wolfgang's Vault
Wolfgang's Vault é uma empresa norte-americana fundada em 2003. Dedicada à restauração e digitalização de gravações ao vivo e à venda de suvenires relacionados à música — particularmente das décadas de 1960 e 1970 — ela teve início a partir da compra de uma coleção reunida pelo promotor de shows Bill Graham. Depois de incorporar onze outros acervos e firmar acordos com as principais gravadoras da indústria musical, a empresa passou a comercializar também o download de seus arquivos de áudio e vídeo.

## História
Durante sua carreira como promotor de shows, Bill Graham compilou uma quantidade expressiva de pôsteres, ingressos, fotografias e outros itens de colecionador relacionados à sua profissão, além de gravações em áudio e vídeo de diversos artistas. O acervo permaneceu sob supervisão da empresa Bill Graham Productions que, após a morte do promotor, foi comprada pela Clear Channel Communications. Em 2003, o galpão com toda a coleção foi vendido por mais de 5 milhões de dólares ao empresário William Sagan.
Inspirado no apelido de Graham, Wolfgang, Sagan fundou a empresa Wolfgang's Vault e deu início no mesmo ano à venda de itens da coleção através da internet. Em fevereiro de 2006, como parte de uma estratégia para atrair novos consumidores, seu site começou a disponibilizar gratuitamente em streaming — apesar de não ter autorização dos artistas envolvidos — o áudio de alguns dos concertos gravados por Graham. Isso fez com que Carlos Santana, The Doors e as gravadoras Sony BMG, BMG Music e Arista Records entrassem com um processo contra a empresa, e em 2008 um acordo entre as partes foi firmado em tribunal. No mesmo ano, o Wolfgang's Vault finalizou negociações com a Universal Music, permitindo que material dos artistas da gravadora também fosem apresentados no site.
No final de 2009, o Wolfgang's Vault passou a comercializar seu acervo musical, vendendo o download de canções individuais no formato MP3, além de disponibilizar uma assinatura anual que prometia uma série de vantagens para os membros, como audição ilimitada de seu acervo em streaming em qualidade de áudio superior à gratuita.